# Озеровка (Орловская область)
Озеровка — деревня в Сосковском районе Орловской области России.
Входит в состав Алмазовского сельского поселения.

## География
Расположена на левом берегу реки Ицка в окружении деревень: Зяблово (на востоке), Кочевая (на юго-востоке) и Нижняя Боёвка (на юго-западе).
В деревню заходят просёлочные дороги, имеется одна улица — Веселая.

## История
Юго-восточнее Озеровки находится заброшенная усадьба больницы им. Сакко и Ванцетти, которая до Октябрьской революции являлась усадьбой графа Алмазова (при Петре I — посол во Франции). Граф имел владения в деревнях Альшань, Введенское, Шаховцы, Зяблово, Кочевая и Озеровка (ныне Сосковского района).
По состоянию на 1927 год деревня принадлежала Алмазовскому сельскому совету Нижне-Боевской волости Орловского уезда; её население составляло 132 человека (60 мужчин и 72 женщины) при 28 дворах.

## Население
| 2010 |
| ---- |
| 1    |